# Шевеж
Шевеж (фр. Cheveuges) насеље је и општина у североисточној Француској у региону Шампања-Ардени, у департману Ардени која припада префектури Sedan.
По подацима из 2011. године у општини је живело 460 становника, а густина насељености је износила 51,69 становника/km². Општина се простире на површини од 8,9 km². Налази се на средњој надморској висини од 175 метара.

## Демографија
| 1962. | 1968. | 1975. | 1982. | 1990. | 1999. | 2011. |
| ----- | ----- | ----- | ----- | ----- | ----- | ----- |
| 222   | 273   | 270   | 341   | 391   | 419   | 460   |

График промене броја становника у току последњих година